# Sami Saif
Sami Saif, né en 1972, est un réalisateur danois de documentaires.

## Biographie
Sami Saif est diplômé de l'École nationale de cinéma du Danemark (en danois Den Danske Filmskole) en 1997 après avoir réalisé le court-métrage The UFO War. Il a ensuite commencé à travailler pour le télédiffuseur danois DR, principalement dans le département TV Children and Youth.
En 2000, Sami Saif réalise The Video Diary de Ricardo Lopez, basé sur les derniers jours de Ricardo López qui était obsédé par la chanteuse-compositeur islandaise Björk. Il enchaîne avec le documentaire Family co-réalisé avec Phie Ambo, pour lequel ils remportent plusieurs prix. C'est un voyage touchant qui cherche à retrouver son père disparu aidé par sa petite amie d'alors, Phie Ambo. Dogville Confessions (2003) et Tommy (2010) parlent du chanteur, compositeur et musicien Tommy Seebach

## Filmographie
Longs métrages documentaires
- 2000 : The Video Diary of Ricardo López (crédité comme Sami Martin Saif)
- 2001 : Family
- 2003 : Dogville Confessions (crédité comme Sami Martin Saif)
- 2006 : Mit Danmark
- 2009 : Paradis
- 2010 : Tommy (aussi producteur)
- 2016 : The Allins

Courts métrages documentaires
- 1995 : The UFO War (court métrage)
- 2004 : American Short (court métrage documentaire)
- 2006 : Awaiting (court métrage documentaire)

## Récompenses et distinctions
- (en) Sami Saif: Awards, sur l'Internet Movie Database